# Leipziger Straße

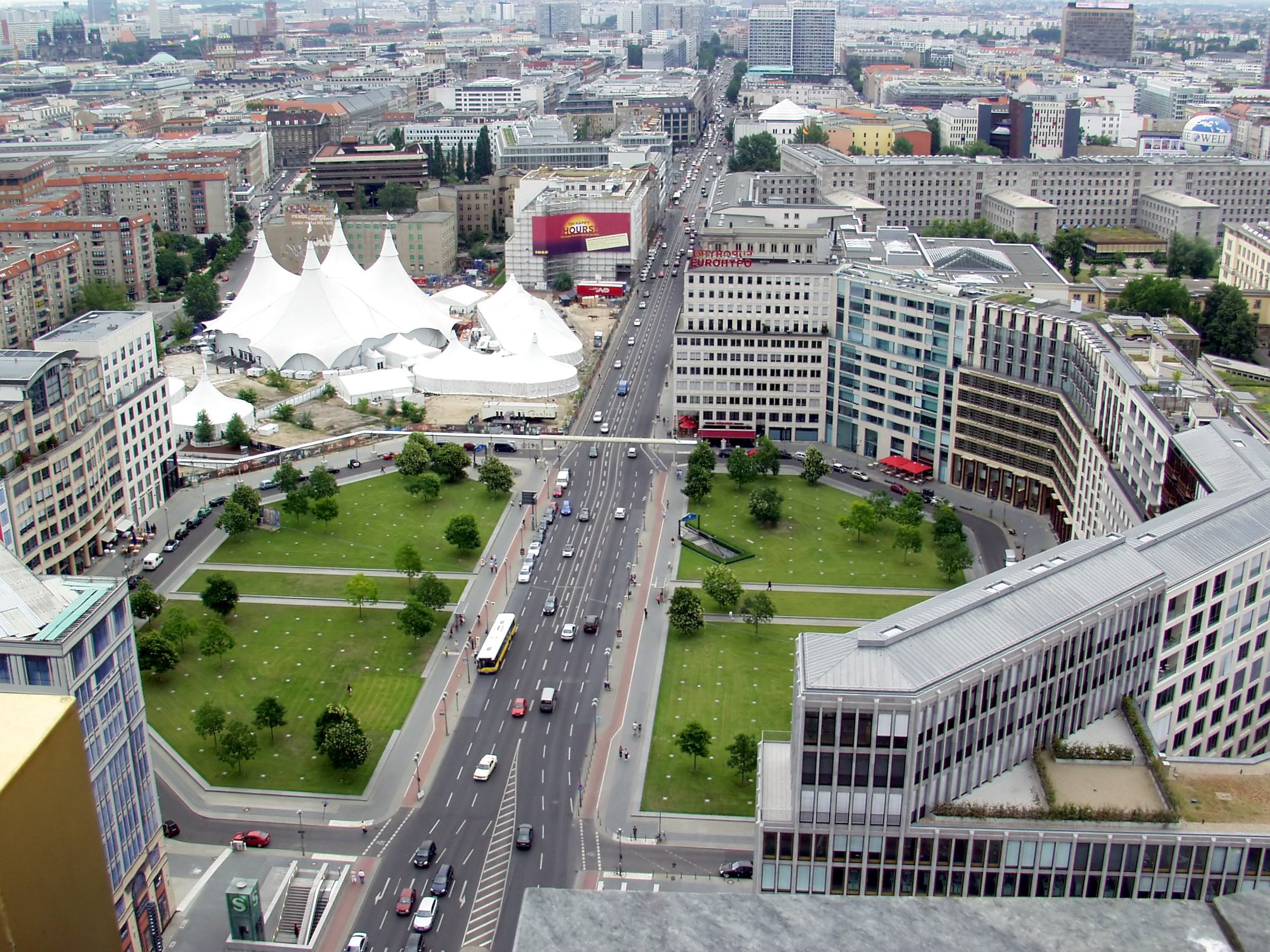
Vista aérea de Leipziger Straße, en primer plano Leipziger Platz.

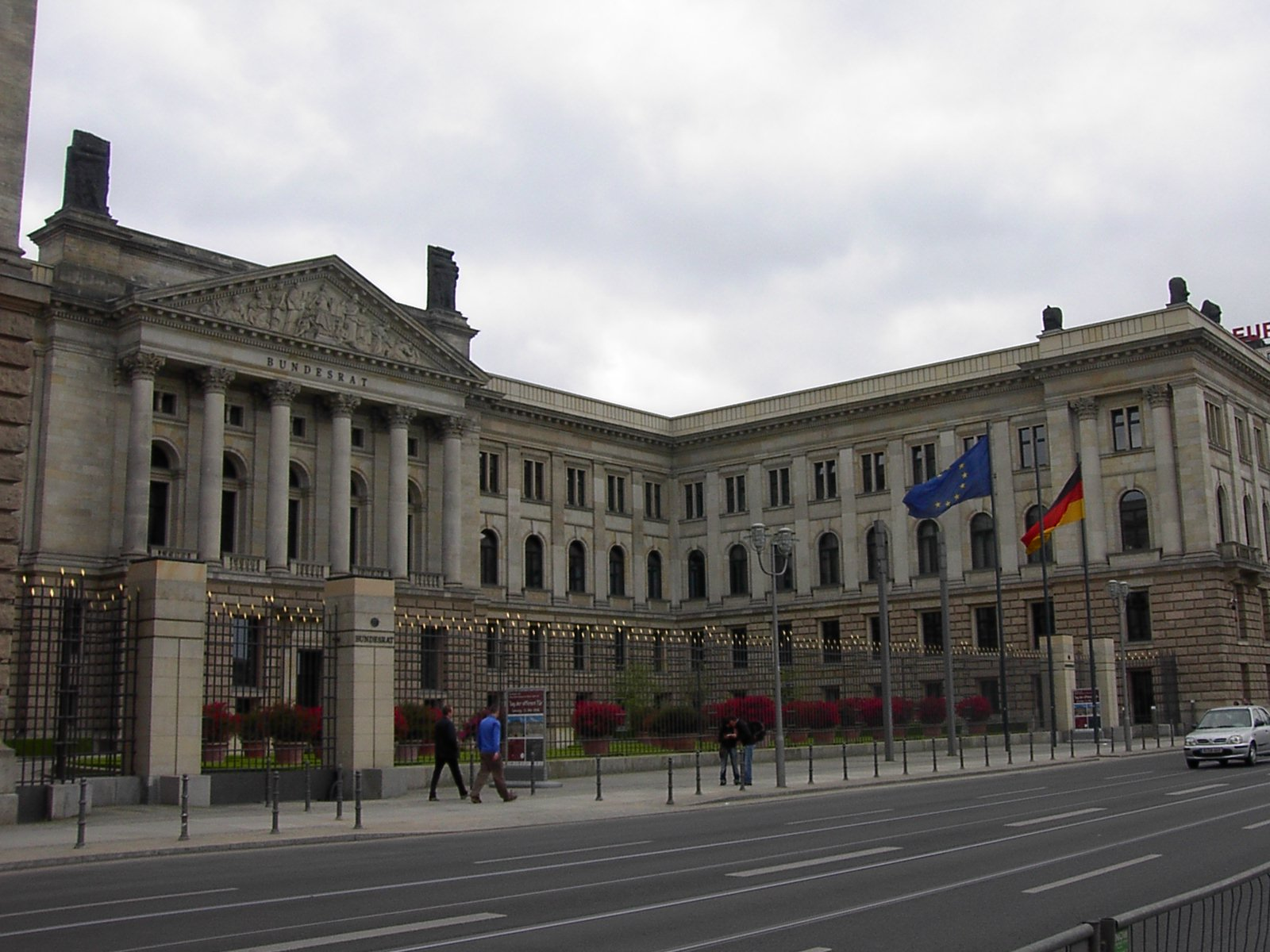
El edificio del Bundesrat.

Leipziger Straße es una calle del centro de Berlín, capital de Alemania. Discurre en sentido este-oeste de Potsdamer Platz hasta Spittelmarkt en el distrito de Mitte. Al oeste, termina en Leipziger Platz, una plaza octogonal que antes de la Segunda Guerra Mundial fue uno de los centros administrativos de Alemania.

## Historia
Leipziger Straße existe desde 1700, cuando la Potsdamer Platz era conocida como Potsdamer Tor, una de las entradas que estaban al oeste de la fortificada ciudad de Berlín en ese entonces. Las obras estuvieron bajo la gestión del arquitecto Johann Heinrich Behr, el mismo que dirigió la construcción de la Friedrichstraße y la Französische Straße. La calle atraviesa parte del este del centro berlinés desde Potsdamer Tor hasta Spittelmarkt. La Leipziger Platz fue nombrada así porque conducía al camino real hacia Leipzig.
Al este de la Leipziger Straße, se hallaba la Jerusalemer Kirche, una de las iglesias más viejas de Berlín, ya que databa de finales de siglo XV. Esta iglesia fue severamente dañada en los bombardeos aliados de Berlín en la Segunda Guerra Mundial —al igual que el resto de la calle— y sus ruinas fueron demolidas por las autoridades de la República Democrática Alemana en 1961.
Entre 1933 y 1936, Hermann Göring supervisó la construcción de la sede del Ministerio del Aire del Reich o Detlev-Rohwedder-Haus, en la esquina de Wilhelmstraße. Desde 1949 hasta 1989, cuando Leipziger Straße se ubicaba en el  Berlín Este, capital de la República Democrática Alemana, este edificio se convirtió en el Consejo de Ministros de la RDA. Ahora es la sede del Ministerio de Finanzas. En esta calle, está también la sede del Bundesrat, que es la cámara alta del parlamento alemán.
En la Leipziger Straße, se levantan otros edificios, como el de Ministerio Federal de Servicios Postales y Telecomunicaciones y las embajadas de Bulgaria y Nueva Zelanda.